# Doplang (Jati)
Doplang is een bestuurslaag in het regentschap Blora van de provincie Midden-Java, Indonesië. Doplang telt 6783 inwoners (volkstelling 2010).